# 8345 Ulmerspatz
8345 Ulmerspatz eller 1987 BO1 är en asteroid i huvudbältet som upptäcktes den 22 januari 1987 av den belgiske astronomen Eric W. Elst vid La Silla-observatoriet. Den är uppkallad efter Ulmer Spatz, en staty på Ulmer Münster katedralen.
Asteroiden har en diameter på ungefär 7 kilometer och den tillhör asteroidgruppen Phocaea.